# داماد ابراهیم پاشای نوشهری

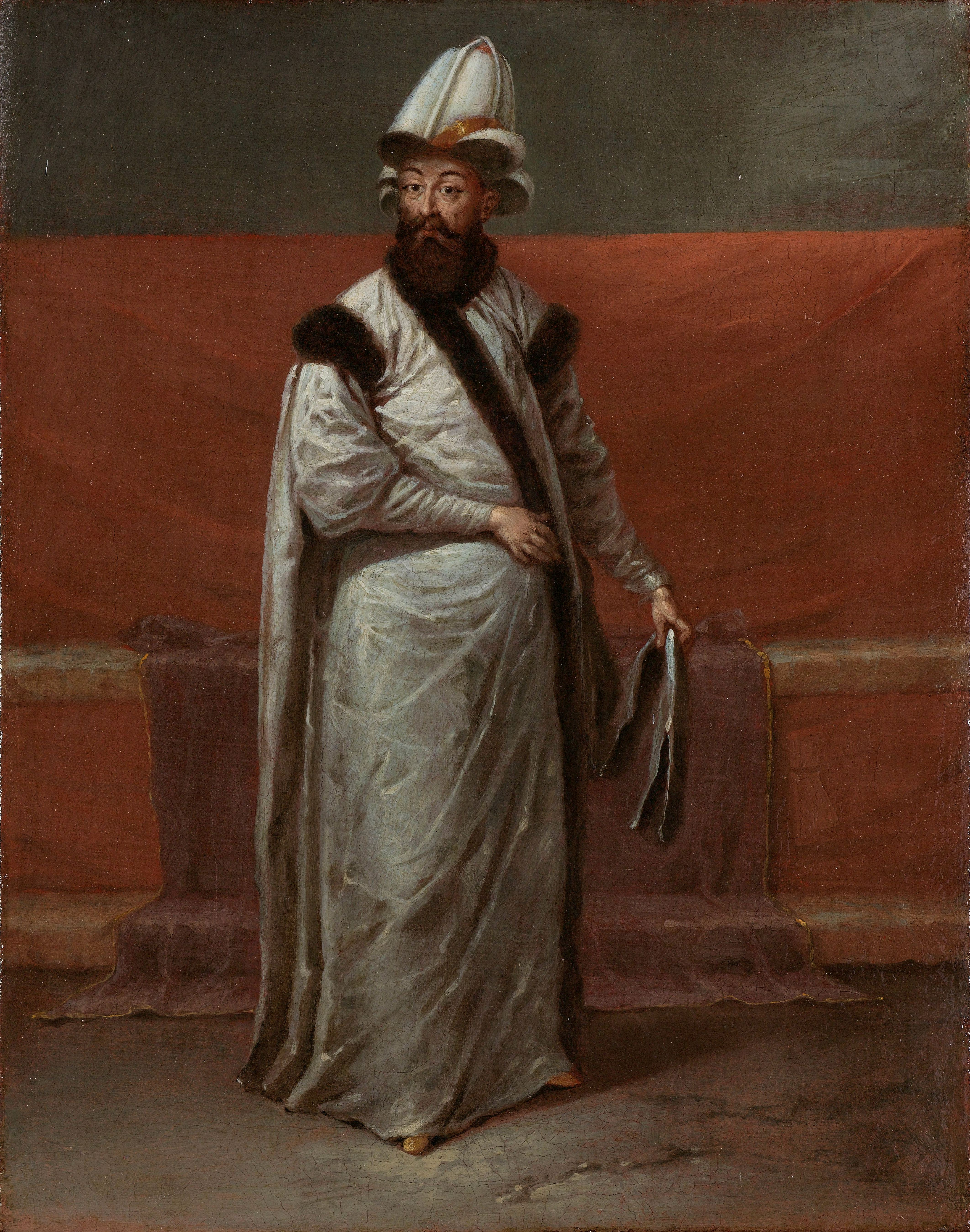
پرترهٔ نقاشی داماد ابراهیم پاشا، اثر نقاش فرانسوی ژان باپتیست ون مور - حوالی بین ۱۷۲۷ - ۱۷۳۰ میلادی

داماد ابراهیم پاشا یا ابراهیم پاشا داماد صدر اعظم احمد سوم در امپراتوری عثمانی و معمار اصلی عصر لاله (۱۷۳۰-۱۷۱۸ میلادی) در دوازده سال آخر سلطنت بیست و هفت سالهٔ احمد سوم بود. او همسر فاطمه سلطان فرزند ارشد، احمد بود.
با روی کار آمدن احمد سوم (۱۷۳۰-۱۷۰۳ میلادی) و واگذاری بخش زیادی از اختیارات او به وزیران برگزیده‌اش، این فرصت برای صدراعظم داماد ابراهیم پاشا (۱۷۳۰-۱۷۱۸ میلادی) فراهم آمد تا با توجه به بحران‌های در پیش رو و نیاز زمانه، دست به اصلاحات بنیادی‌تری بزند. اولین اقدام ابراهیم پاشا تحکیم و تداوم بخشیدن به عهدنامه پاساروفچه بود تا در سایه صلح ایجاد شده بتواند برنامه اصلاحی خود را پیش ببرد.او نخستین کسی بود که اصلاحاتی به سبک غربی در امپراتوری عثمانی انجام داد. او به ایجاد روابط دوستانه دیپلماتیک با غرب اعتقاد داشت و در این دوره با سفیران غربی در استانبول روابط حسنه‌ای برقرار کرد همچنین برای اولین بار سفیرانی نیز از طرف امپراتوری عثمانی به اروپا گسیل گشتند. دومین هدف ابراهیم پاشا از اصلاحات کسب دانش و مهارت از کشورهای غربی بود به همین جهت گروه‌های مختلف جهت ترجمه کتاب‌های اروپایی تشکیل شد و در همین جهت اولین چاپخانه توسط او در امپراتوری عثمانی دایر شد. ابراهیم نیز خود کتابی را با عنوان اصول الحکم فی نظام الامم در سال ۱۷۳۲ میلادی منتشر نمود که تحولات فکری عمیقی را از خود به جا گذاشت.
سوّمین مشخصه پروژه اصلاحی ابراهیم پاشا توجه به مظاهر تمدنی غرب از قبیل تجمل‌گرایی، تغییر نوع پوشش‌ها، شیوه برگزاری مراسم جشن و تفریح و سرگرمی به شیوه اروپاییان بود. اطلاق عصر لاله به این مقطع از تاریخ عثمانی نشأت گرفته از همین رویه (توجه به مظاهر غربی) است. برپایی کاخ‌ها و عمارات مجلّل، انجام دادن تزئینات به شکل اروپایی، پرورش گل لاله، ولخرجی‌های کلان سلطان در جشن‌ها و سرگرمی‌ها و تأثیرپذیری از آداب و رسوم اروپاییان حتی در تغییر مبل و صندلی و نوع پوشش، از نشانه‌های توجه به ظواهر تمدن غربی است. همین نقطه ضعف مقدمات شکست اقدامات اصلاحی او را فراهم آورد و پس از شکست عثمانی از نادرشاه در مرزهای شرقی امپراتوری، مخالفت‌ها و شورش‌های داخلی را ضد سلطان و وزیر اعظم نوگرایش شدت گرفت.
قیام پاطرونا خلیل در استانبول که سلطان و وزیر اعظم را متهم به واگذاری قلمرو اهل تسنن به کفّار کرده بود، مکمل شکست عثمانی از نادر شاه شد تا پرونده  سلطان احمد سوم و وزیر اعظم او و اصلاحات بسته شود و پایان عصر لاله را رقم زند. قیام خونین پاطرونا خلیل باعث کشته شدن داماد ابراهیم پاشا و خلع احمد سوم از سلطنت شد و استانبول لاله زده صحنهٔ غارت و وحشت و ویرانی شد و خلیل و یارانش با آتش کشیدن قصر ثروتمندان و کشتار بسیاری از آنان چنان رعب و وحشتی در مردم به وجود آوردند که نظیر آن در تاریخ عثمانی سابقه نداشت.